# Proteína A plasmática associada à gravidez
Papalisina-1 ou proteína A plasmática associada à gravidez (PAPP-A) é uma proteína que nos seres humanos é codificada pelo gene PAPPA e usada em exames de rastreio para a síndroma de Down.